# Eric Clapton (album)
Eric Clapton (1970) è l'album eponimo di debutto di Eric Clapton nella sua carriera solista.

## Tracce

### Edizione originale[1]

#### Lato A
1. Slunky - 3:40 - (Delaney Bramlett/Eric Clapton)
2. Bad Boy - 4:17 - (Delaney Bramlett/Eric Clapton)
3. Lonesome And A Long Way From Home - 4:00 - (Bonnie Bramlett/Leon Russell)
4. After Midnight - 3:15 - (J. J. Cale)
5. Easy Now - 2:55 - (Eric Clapton)
6. Blues Power - 3:45 - (Eric Clapton/Leon Russell)

#### Lato B
1. Bottle of Red Wine - 2:55 - (Bonnie Bramlett/Eric Clapton)
2. Lovin' You Lovin' Me - 3:45 - (Delaney Bramlett/Eric Clapton)
3. Told You For The Last Time  - 2:30 - (Bonnie Bramlett/Steve Cropper)
4. Don't Know Why - 3:35 - (Bonnie Bramlett/Eric Clapton)
5. Let It Rain - 5:17 - (Bonnie Bramlett/Eric Clapton)

### Deluxe Edition 2006[2]

#### The Tom Dowd Mix, disco 1
Le tracce 1-11 sono le stesse della versione originale. La traccia 13 fu pubblicata sull'album di King Curtis Get Ready (1970). Le tracce 12 e 14 sono state pubblicate per la prima volta in questa edizione.
1. Slunky  - 3:33
2. Bad Boy  - 3:33
3. Lonesome And A Long Way From Home  - 3:29
4. After Midnight  - 2:51
5. Easy Now  - 2:57
6. Blues Power  - 3:08
7. Bottle of Red Wine  - 3:06
8. Lovin' You, Lovin' Me  - 5:02
9. I've Told You For the Last Time  - 3:06
10. Don't Know Why  - 3:10
11. Let It Rain  - 5:02

Session outtake
1. Blues In 'A' - 10:25
2. Teasin'  - 2:14 - (Curtis Ousley)
  - Di King Curtis con Delaney Bramlett, Eric Clapton & Friends.
3. She Rides - 5:08
  - Versione alternativa di Let it Rain, precedentemente non pubblicata

#### The Delaney Bramlett Mix, disco 2
After Midnight fu pubblicata originariamente con il cofanetto Crossroads di Eric Clapton; Comin' Home e Groupie (Superstar) furono pubblicate nel 1969 dalla Atco come singoli di Delaney, Bonnie & Friends.
1. Slunky - 3:33
2. Bad Boy - 3:41
3. Easy Now - 2:57
4. After Midnight - 3:17
5. Blues Power - 3:19
6. Bottle of Red Wine - 3:06
7. Lovin' You, Lovin' Me - 4:03
8. Lonesome and a Long Way from Home - 3:48
9. Don't Know Why - 3:43
10. Let It Rain - 5:03

Tracce Bonus
1. Don't Know Why - 5:12
  - Versione Olympic Studios precedentemente non pubblicata
2. I've Told You For the Last Time - 6:46
  - Versione Olympic Studios precedentemente non pubblicata
3. Comin' Home - 3:14 - (Bonnie Bramlett/Eric Clapton)
  - Di Delaney, Bonnie & Friends featuring Eric Clapton
4. Groupie (Superstar) - 2:48 - (Bonnie Bramlett/Leon Russell)
  - Di Delaney, Bonnie and Friends featuring Eric Clapton

## Formazione
- Eric Clapton - chitarra, voce
- Delaney Bramlett - chitarra ritmica, voce
- Leon Russell - pianoforte
- Bobby Whitlock - organo e voce
- John Simon - pianoforte
- Carl Radle - basso
- Jim Gordon - batteria
- Jim Price - tromba
- Bobby Keys - sassofono
- Tex Johnson - percussioni
- Bonnie Bramlett - voce
- Rita Coolidge - voce
- Sonny Curtis - voce
- Jerry Allison - voce
- Stephen Stills - voce